# 8010 Böhnhardt
(8010) Böhnhardt, denumire internațională (8010) Bohnhardt, este un asteroid din centura principală de asteroizi.

## Descriere
8010 Böhnhardt este un asteroid din centura principală de asteroizi. A fost descoperit pe 3 aprilie 1989 la Observatorul La Silla de Eric Walter Elst. Asteroidul prezintă o orbită caracterizată de o semiaxă mare de 3,16 ua, o excentricitate de 0,11 și o înclinație de 5,5° în raport cu ecliptica.